# Belmont (Caroline du Nord)
Pour les articles homonymes, voir Belmont.
Belmont est une ville dans le comté de Gaston en Caroline du Nord. Sa population s'élevait à 10 076 habitants au recensement de 2010.

## Démographie
| 1900 | 1910  | 1920  | 1930  | 1940  | 1950  |
| ---- | ----- | ----- | ----- | ----- | ----- |
| 145  | 1 176 | 2 941 | 4 121 | 4 356 | 5 330 |

| 1960  | 1970  | 1980  | 1990  | 2000  | 2010   |
| ----- | ----- | ----- | ----- | ----- | ------ |
| 5 007 | 5 054 | 4 607 | 8 434 | 8 705 | 10 076 |